# Manganate de baryum
Le manganate de baryum est un composé inorganique de formule BaMnO4. Il est utilisé comme oxydant en chimie organique. Il appartient à une classe de composés connus sous le nom de manganates dans lesquels le manganèse réside dans un état d’oxydation de +6. Le manganate ne doit pas être confondu avec le permanganate qui contient du manganèse(VII). Le manganate de baryum est un oxydant puissant, populaire dans la synthèse organique et peut être utilisé dans une grande variété de réactions d’oxydation.

## Propriétés
L’ion manganate(VI) MnO42− est un ion à configuration électronique d1 et est tétraédrique avec des angles de liaison d’environ 109,5°. Les longueurs de liaison Mn−O dans BaMnO4 et K2MnO4 sont identiques, à 1,66 Å. En comparaison, cette liaison est plus longue que dans l'ion permanganate MnO4− (1,56 Å) et plus courte que dans le MnO2, 1,89 Å,. Le manganate de baryum est isomorphe avec le BaCrO4 et le BaSO4. Le manganate de baryum peut apparaître sous la forme de cristaux bleu foncé ou vert à noir. Le manganate de baryum est indéfiniment stable, actif et peut être stocké pendant des mois dans des conditions sèches.

## Préparation
Le manganate de baryum peut être préparé à partir de manganate de potassium et de chlorure de baryum par métathèse de sel pour donner du manganate de baryum insoluble :
BaCl2 + K2MnO4 → 2 KCl + BaMnO4↓

## Applications
Le manganate de baryum oxyde un certain nombre de groupes fonctionnels de manière efficace et sélective : les alcools en carbonyles, les diols en lactones, les thiols en disulfures, les amines aromatiques en composés azoïques, l’hydroquinone en p-benzoquinone, la benzylamine en benzaldéhyde, les hydrazones en composés diazoïques, etc. Il n’oxyde pas les hydrocarbures saturés, les alcènes, les cétones insaturées et les amines tertiaires. Le manganate de baryum est un substitut courant du MnO2. Il est plus facile à préparer, réagit plus efficacement et les rapports substrat:oxydant sont plus proches de la théorie.
Une autre utilisation du manganate de baryum était comme réactif dans la synthèse du pigment inorganique bleu de manganèse, qui n’est plus produit à l’échelle industrielle.